# ريتشارد بيرالتا
ريتشارد بيرالتا (بالإسبانية: Richard Peralta)‏ (20 سبتمبر 1993 ببنما في بنما - ) هو لاعب كرة قدم بنمي في مركز الدفاع. شارك مع منتخب بنما لكرة القدم. أما مع النوادي، فقد لعب مع Alianza F.C. (Panama) ‏.

## روابط خارجية
- ريتشارد بيرالتا على موقع قاعدة بيانات كرة القدم.إي يو (الإنجليزية)
- ريتشارد بيرالتا على موقع ناشيونال فوتبول تيمز (الإنجليزية)
- ريتشارد بيرالتا على موقع Soccerway.com (الإنجليزية)
- ريتشارد بيرالتا على موقع عالم كرة القدم.نت (الإنجليزية)